# Torre dei Ramponi

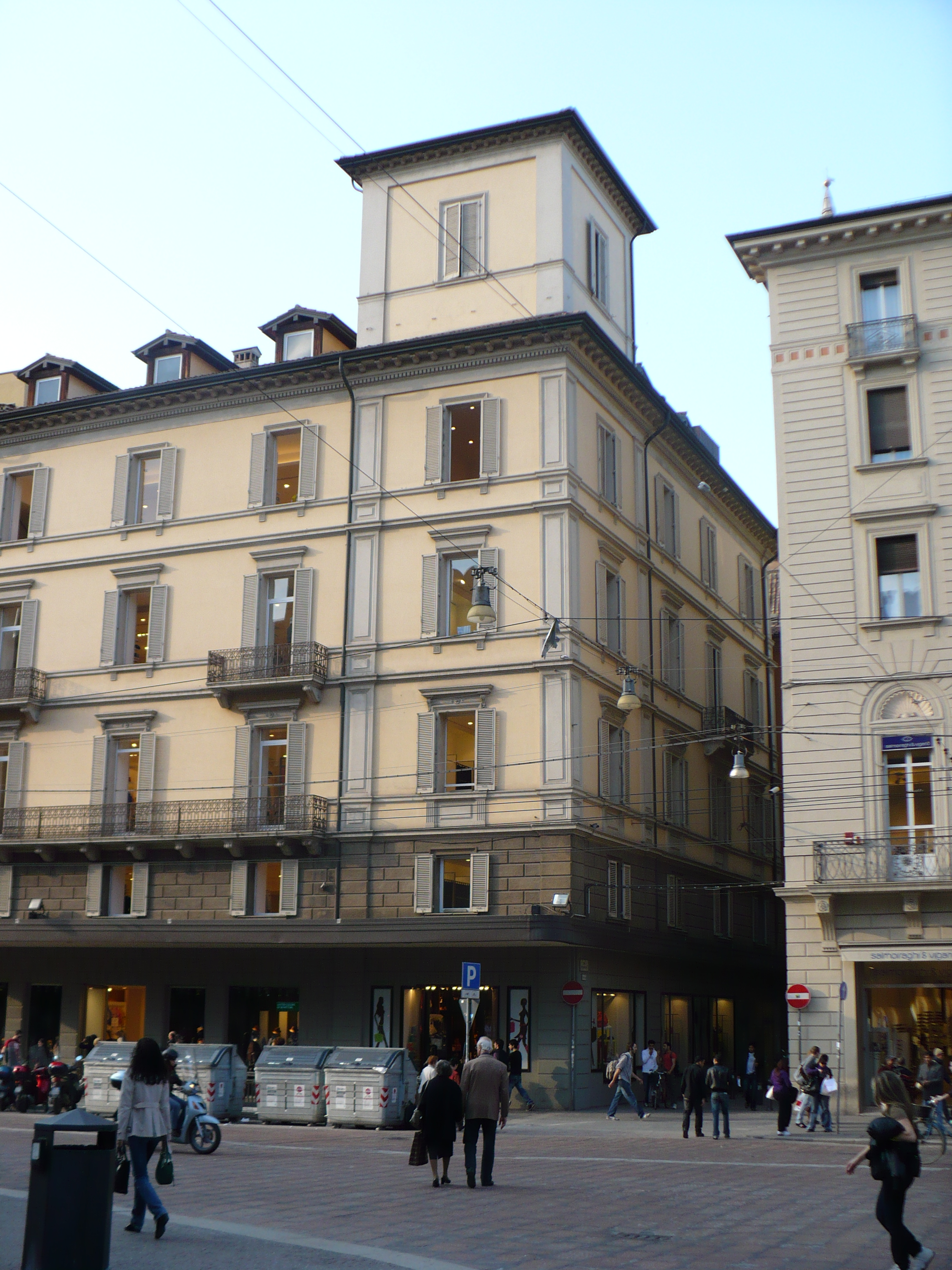
Torre dei Ramponi

Die Torre dei Ramponi ist einer der etwa 20 Geschlechtertürme, die es noch im historischen Zentrum von Bologna in der italienischen Region Emilia-Romagna gibt.

## Beschreibung
Der 1120 oder 1121 errichtete Turm ist 25 Meter hoch und steht ganz in der Mitte der Via Rizzoli an der Ecke zur Via Fossalta. Er erhebt sich über einem Gebäude, in das er integriert ist, wurde aber grundlegend umgebaut und gestrichen, sodass er fast nicht vom Rest des Gebäudes zu unterscheiden ist. Schon 1765 wurden bei einem Umbau ein Teil der Selenitblöcke an der Basis ausgetauscht und die Spitze in einen Söller umgebaut. 1827 wurde im Erdgeschoss ein Barbiergeschäft eröffnet; später war in diesen Räumen eine Bücherei untergebracht und heute befindet sich dort ein Geschäft für Accessoires einer bekannten italienischen Modemarke.

## Geschichte
Die Ramponi waren eine der vielen illustren und reichen Familien des mittelalterlichen Bologna, auch wenn heute nichts mehr erhalten ist, was ihr Prestige bezeugen könnte. Fas sicher ist, dass sie einen weiteren Turm in der Nähe des heute noch erhaltenen besaßen. Die Familie gehörte den Guelfen an und sie brachten einen Bischof (Francesco Ramponi), verschiedene Ratsherrn und Bürgermeister (von Siena, Padua und Mailand), Ritter und Soldaten und vor allen Dingen angesehene Universitätsprofessoren hervor. Unter anderen gehörte dazu Francesco di Raimondo, der Mitte des 14. Jahrhunderts Jura lehrte und 35 Jahre lang intensiv am politischen Leben und an zahlreichen, diplomatischen Missionen teilnahm. Die Ramponi starben Mitte des 17. Jahrhunderts aus.